# Steffen Iversen
Steffen Iversen (Oslo, 10 de novembro de 1976) é um futebolista e treinador de futebol norueguês que atua como atacante.
Atualmente, joga no Trygg/Lade, clube da quarta divisão de seu país.
É filho de Odd Iversen, lenda do passado do Rosenborg.

## Carreira
Começou sua carreira nas categorias de base do Astor, clube de Trondheim. Também atuou nas bases do Nationalkameratene.
Em 1994, profissionalizou-se no Rosenborg, da mesma cidade de seu primeiro clube. Começou a marcar gols com regularidade, tanto no campeonato nacional como na UEFA Champions League. Seu futebol chamou a atenção, e começou a ser convocado para as categorias de base da seleção. Em 1996, aos vinte anos, foi contratado pelo Tottenham, da Inglaterra.
Em 2003, transferiu-se para o Wolverhampton, que voltava à primeira divisão inglesa após 20 anos de ausência. Teve pouco aproveitamento nos Lobos (16 jogos e 4 gols), e foi negociado. Voltou para a Noruega em 2004, onde atuou pelo Vålerenga.
Dois anos depois, em 2006, voltou para o Rosenborg. Ele ainda voltou ao futebol inglês em 2011, assinando com o Crystal Palace. Sua passagem pelo clube londrino durou pouco: foram apenas 20 partidas e 2 gols, retornando ao Rosenborg em 2012. Prejudicado por várias lesões, Iversen encerrou sua carreira no final da temporada. Porém, o atacante surpreendeu ao voltar a jogar em 2013, desta vez no SK Herd, clube da terceira divisão norueguesa. Foram 2 partidas e nenhum gol pela equipe - além de jogar, Iversen iniciara a carreira de comentarista esportivo no canal C More, onde ficou até 2015.
Ainda jogou no SK Haugar (quinta divisão norueguesa) entre 2016 e 2017, e desde 2018 acumula as funções de jogador e técnico do Trygg/Lade, que disputa o quarto escalão nacional.

## Seleção
Começou sua trajetória internacional pela Seleção Norueguesa na campanha das eliminatórias para a Eurocopa de 2000, quando marcou importantes gols para sua seleção.[carece de fontes?] Na competição sediada em conjunto por Bélgica e Países Baixos, foi o autor do primeiro gol norueguês na competição, na vitória sobre a Espanha (também o único do país até hoje). Empatada com o mesmo número de pontos da Iugoslávia (4), a Noruega foi eliminada na fase de grupos pelo número de gols (os balcânicos fizeram 7).
A Eurocopa de 2000 foi também a única competição de seleções disputada por Iversen, uma vez que os nórdicos ficaram de fora das Copas de 2002 (quarto lugar em seu grupo nas Eliminatórias), 2006 (eliminada pela República Tcheca na repescagem) e 2010, além das Eurocopas de 2004 (empatada em pontos com a Romênia, terminou na terceira posição pelo saldo de gols; ambas ficaram um ponto atrás da Dinamarca), 2008 (um ponto atrás da Turquia) e 2012 (empatou em pontos com Portugal, mas foi eliminada novamente devido ao saldo de gols). Foi durante as eliminatórias para a Eurocopa de 2012 que Iversen vestiu a camisa da Seleção Norueguesa pela última vez, em março de 2011, contra a Dinamarca (empate por 1 a 1), entrando no lugar de Erik Huseklepp aos 44 minutos da segunda etapa.

## Títulos

### Equipa
- Rosenborg
  - Tippeligaen 1995
  - Tippeligaen 1996
  - Tippeligaen 2005
  - Tippeligaen 2006

- Tottenham
  - Copa da Liga Inglesa 1998/99.

### Individual
- Jogador do Campeonato Norueguês do ano: 2006;
- Prêmio Kiniksen: Artilheiro do ano 2006;
- Jogador do mês do campeonato norueguês: Setembro de 2006.